# Mario García Romo
Mario García Romo (Villar de Gallimazo, Salamanca, 29 de junio de 1999) es un deportista español que compite en atletismo, especialista en las carreras de mediofondo. Ganó una medalla de bronce en el Campeonato de Europa de 2022, en la prueba de 1500 m.

## Trayectoria deportiva
En 2022 fue subcampeón de la NCAA en la distancia de 1500 m, tras lo cual acudió al Campeonato del Mundo, donde fue cuarto en la misma prueba con una gran mejora de su marca personal. Poco después consiguió su primer podio internacional al ganar la medalla de bronce en los 1500 m del Campeonato de Europa.
El 12 de febrero de 2023 batió el récord de España de la milla en pista cubierta. El 8 de septiembre del mismo año batió el de los 2000 m al aire libre. Ambos récords figuraban entre los más antiguos de España y estaban anteriormente en poder de José Manuel Abascal. Una semana después batió también el récord de la milla al aire libre, en poder de José Luis González desde 1985.
En 2024 alcanzó la final de 1500 m en el Campeonato Mundial en pista cubierta, donde acabó undécimo. Sin embargo, poco después empezó a sufrir problemas físicos que mermaron su rendimiento. En el Campeonato de Europa quedó fuera de la final por un puesto y tampoco consiguió pasar de la primera ronda en los Juegos Olímpicos de París 2024.
Estudió Biotecnología en la Universidad de Misisipi.

## Palmarés internacional
| Campeonato Europeo | Campeonato Europeo | Campeonato Europeo | Campeonato Europeo |
| Año                | Lugar              | Medalla            | Prueba             |
| ------------------ | ------------------ | ------------------ | ------------------ |
| 2022               | Múnich (Alemania)  | Medalla de bronce  | 1500 m             |

## Competiciones internacionales
| Año  | Competición                            | Sede     | Puesto            | Prueba | Marca   |
| ---- | -------------------------------------- | -------- | ----------------- | ------ | ------- |
| 2017 | Campeonato Europeo Sub-20              | Grosseto | 9.º               | 1500 m | 3:58.89 |
| 2018 | Campeonato Mundial Sub-20              | Tampere  | 22.º (s.)         | 1500 m | 3:52.70 |
| 2021 | Campeonato Europeo Sub-23              | Tallin   | Medalla de plata  | 1500 m | 3:40.11 |
| 2022 | Campeonato del Mundo                   | Eugene   | 4.º               | 1500 m | 3:30.20 |
| 2022 | Campeonato de Europa                   | Múnich   | Medalla de bronce | 1500 m | 3:34.88 |
| 2023 | Campeonato del Mundo                   | Budapest | 6.º               | 1500 m | 3:30.26 |
| 2024 | Campeonato del Mundo en pista cubierta | Glasgow  | 11.º              | 1500 m | 3:40.48 |
| 2024 | Campeonato de Europa                   | Roma     | 19.º (s.)         | 1500 m | 3:44.30 |
| 2024 | Juegos Olímpicos                       | París    | 33.º (s.)         | 1500 m | 3:37.90 |

1. ↑  22.º en la ronda de repesca (3:37.01).

## Marcas personales
Aire libre
- 800 m: 1:46.90 (Oxford, 2022)
- 1500 m: 3:29.18 (Oslo, 2023)
- Milla: 3:47.69 (Eugene (Oregón), 2023)
- 2000 m: 4:49.85 (Bruselas, 2023)
- 3000 m: 7:47.56 (Nashville, 2022)

Pista cubierta
- 1500 m: 3:35.98 (Nueva York, 2023)
- Milla: 3:51.79 (Nueva York 2023)
- 3000 m: 7:34.74 (Boston, 2023)